# William A. Wellman
William Augustus Wellman (Brookline, Massachusetts, 29 de febrer de 1896 - Los Angeles, 9 de desembre de 1975) fou un director de cinema estatunidenc especialitzat en pel·lícules d'aventures.

## Biografia
El pare de Wellman era natural de Nova Anglaterra, amb ascendència anglesa-gal·lesa-escocesa i irlandesa. La seva mare, molt volguda pel gran director, va ser una immigrant irlandesa anomenada Cecilia McCarthy. Era rebesnet de Francis Lewis de Nova York, un dels signants de la Declaració d'Independència. Abans de la seva carrera al cinema, Wellman va servir a la Primera Guerra Mundial a la Legió Estrangera de França com a conductor d'ambulàncies. Més tard serviria com a aviador a la famosa Esquadrilla Lafayette. L'afició pel vol l'acompanyaria tota la seva vida i serà el tema de moltes de les seves pel·lícules.
Va començar com a ajudant de direcció i el 1923 va dirigir el seu primer film, The Man Who Won. El 1928 va obtenir un Oscar amb Wings, una pel·lícula sobre el món dels aviadors d'espectacle que va obrir definitivament la seva carrera. Amb l'arribada del cinema sonor va fer un film d'acció i violència que definia el seu estil directe i sincer: The Public Enemy (1931), amb James Cagney com a protagonista. Va fer després altres pel·lícules notables, com Ha nascut una estrella (1937), Beau Geste (1939) i dos excel·lents westerns, The Ox-Bow Incident (1943) i Yellow Sky (1948), que fan adquirir al gènere perspectives noves amb l'aparició en el primer d'aquests films d'una crítica contra la violència gratuïta i el racisme. Són també destacables dins de la filmografia de Wellman la vigorosa pel·lícula de guerra Battleground (1950), que li va permetre guanyar el seu segon Oscar per la seva sobrietat narrativa, i Westward the Women (1951), on introdueix un nou element en el cinema d'aventures amb la participació del protagonisme femení.
Wellman es va casar quatre vegades i va tenir set fills amb la seva quarta dona, Dorothy, entre ells els actors Michael Wellman, William Wellman Jr., Glòria Wellman i Cissy Wellman. Va morir de leucèmia el 1975.

## Innovacions
Per realitzar els plans aeris dins dels avions a la pel·lícula Wings va ser necessari crear suports especialitzats per poder assegurar les càmeres als fussejatges dels avions. També es van enganxar unes vies de tràveling al sostre per poder realitzar un cèlebre moviment de càmera a una cafeteria.
Per la gravació de seqüències de l'edició sonora de Beggars of Life al 1928, Wellman va penjar un micròfon d'una escombra, inventant la perxa per la captació del so cinematogràfic. Durant la filmació de Les nits del barri xinès al 1929 aguantar el micròfon entre les cames assegut a la plataforma d'un tràveling, prefigurant així el grabar so amb solament la montura de pistola.
En la seva cèlebre cinta The Public Enemy (1931), Wellman deixa en determinats moments part de la violència fora de camp, de tal manera que és el so el que fa que l'espectador entengui l'acció que està succeint.

## Filmografia seleccionada
- The Boob (1926)
- Wings (1927)
- Ladies of the Mob (1928)
- Beggars of Life (1928)
- Les nits del barri xinès (1929)
- The Public Enemy (1931)
- Night Nurse (1931)
- The Hatchet Man (1932)
- So Big! (1932)
- The Purchase Price (1932)
- Love Is a Racket (1932)
- Central Airport (1933)
- Wild Boys of the Road (1933)
- Heroes for Sale (1933)
- College Coach (1933)
- The President Vanishes (1934)
- Stingaree (1934)
- The Call of the Wild (1935)
- The Robin Hood of El Dorado (1936)
- Small Town Girl (1936)
- Tarzan Escapes (1936) (uncredited)
- Ha nascut una estrella (1937)
- La reina de Nova York (1937)
- Beau Geste (1939)
- The Light that Failed (1939)
- Thunder Birds (1942)
- Roxie Hart (1942)
- The Great Man's Lady (1942)
- Lady of Burlesque (1943)
- The Ox-Bow Incident (1943)
- Buffalo Bill (1944)
- This Man's Navy (1945)
- The Story of G.I. Joe (1945)
- La ciutat màgica (1947)
- The Iron Curtain (1948)
- Yellow Sky (1948)
- Battleground (1949)
- The Happy Years (1950)
- Més enllà del Missouri (1951)
- Westward the Women (1951)
- Island in the Sky (1953)
- The High and the Mighty (1954)
- El rastre de la pantera (1954)
- Carreró sagnant (1955)
- Good-bye, My Lady (1956)
- Darby's Rangers (1958)
- Lafayette Escadrille (1958)